# Nikolo Kotzev's Nostradamus
Nikolo Kotzev's Nostradamus е рок опера в 3 действия, написана от българския музикант Николо Коцев.
Разказва за живота и времето на Нострадамус. Издадена е на като двоен CD-албум през 2001 г. От 2006 г. не е изпълнявана на живо, въпреки че това остава амбиция на Коцев. Някои от членовете на основната група на Коцев Брейзън Абът също участват в албума.

### CD едно
1. Overture (инструментал) – 2:58
2. Pieces of a Dream – 5:41
3. Desecration – 5:39
4. Home Again (инструментал) – 1:29 Виж по-долу
5. Introduction – 4:47 Виж по-долу
6. Henriette – 5:11
7. Caught Up in a Rush – 4:50
8. The Eagle – 5:19
9. Plague – 5:49
10. Inquisition – 5:03
11. The King Will Die – 4:33
12. I Don't Believe – 4:32
13. Try to Live Again – 3:58

### CD две
1. War of Religions – 3:09
2. The Inquisitor's Rage – 2:48
3. Chosen Man – 6:21
4. World War II – 5:39
5. World War III – 5:14
6. Because of You – 6:05
7. The End of the World – 5:34
8. I'll Remember You – 6:36

## Състав

### Певци
- Джо Лин Търнър – Nostradamus
- Алана Майлс – Anne Gemelle
- Сас Джордан – Queen Catherine of France
- Глен Хюз – King Henri II of France
- Йоран Едман – Soldier/Ghost
- Йорн Ланде – Inquisitor
- Дуги Уайт – Storyteller

### Музиканти
- Николо Коцев – китари, цигулка, продуциране, миксиране, аранжимент
- Мик Микели – орган
- Джон Ливън – бас
- Иън Хогланд – барабани
- Струнната секция на Софийския симфоничен оркестър, дирижирана от Нелко Коларов